# Miguel Arellano
Miguel Arellano Morena (* 2. März 1941 in Zacatecas; † 10. Mai 2021 in Cancún) war ein mexikanischer Basketballspieler.

## Biografie
Miguel Arellano nahm der Mexikanischen Nationalmannschaft an den Olympischen Sommerspielen 1964 und Olympischen Sommerspielen 1968 teil. Zudem gewann er mit der Nationalmannschaft Silber bei den Panamerikanischen Spielen 1967 in Winnipeg.